# Стари Качаник
Стари Качаник (алб. Kaçanik i Vjetër) је насеље у општини Качаник, Косово и Метохија, Република Србија.

## Становништво
| Демографија | Демографија | Демографија |
| Година      | Становника  | Становника  |
| ----------- | ----------- | ----------- |
| 1948.       | 635         |             |
| 1953.       | 691         |             |
| 1961.       | 828         |             |
| 1971.       | 1.018       |             |
| 1981.       | 1.377       |             |
| 1991.       | 1.586       |             |